# Cascades (Burkina Faso)
Cascades ist eine von 13 Regionen, in die der westafrikanische Staat Burkina Faso administrativ aufgeteilt ist. Hauptstadt ist Banfora. Die im Südwesten liegende Region umfasst die Provinzen Comoé und Léraba und grenzt im Norden an die Region Hauts-Bassins, im Osten an Sud-Ouest und im Süden an Mali und die Elfenbeinküste.
Auf 18.663 km² Fläche leben 812.062 Einwohner (Zensus 2019), die einer Vielzahl an Ethnien angehören. Cascades wurde im Jahr 2001 geschaffen und ist nach Centre und Hauts-Bassins die am meisten industrialisierte Region des Landes. Sie besitzt zahlreiche Natursehenswürdigkeiten, so die Cascades de Banfora, die Dômes de Fabédougou, den Tengrélasee und die Pics de Sindou.